# Константиновский уезд
Константиновский уезд (пол. Powiat konstantynowski) — административная единица в составе Седлецкой губернии Российской империи, существовавшая c 1867 года по 1919 год. Административный центр — посад Янов.

## История
Уезд образован в 1867 году в составе Седлецкой губернии Российской империи. В 1919 году территория уезда включена в состав Люблинского воеводства Польши.

## Население
По переписи 1897 года население уезда составляло 61 333 человек, в том числе в посаде Янов — 3861 жит.

### Национальный состав
Национальный состав по переписи 1897 года:
- поляки — 32 776 чел. (53,4 %),
- украинцы (малороссы) — 18 733 чел. (30,5 %),
- евреи — 8179 чел. (13,3 %),
- русские — 1568 чел. (2,6 %),

## Административное деление
В 1913 году в состав уезда входило 16 гмин: 
| - Богукалы — д. Богукалы, - Витулин — с. Лесна, - Головчицы — д. Горошки, - Гушлев — д. Гушлев, - Заканале — д. Заканале, - Корница — д. Корница, - Лосицы — пос. Лосицы, - Лысов — д. Лысов, | - Ольшанка — д. Ольшанка, - Павлов — д. Павлов, - Пржесмыки — д. Пржесмыки, - Рокитно — д. Рокитно, - Своры — д. Своры, - Хлебчин — пос. Сарнаки, - Чухлебы — д. Свиняров, - Янов — пос. Янов. |